# 6932 Tanigawadake
6932 Tanigawadake è un asteroide della fascia principale. Scoperto nel 1994, presenta un'orbita caratterizzata da un semiasse maggiore pari a 2,3302535 UA e da un'eccentricità di 0,2488431, inclinata di 3,72055° rispetto all'eclittica.